# Zubrovița
Zubrovița (în ucraineană Зубровиця) este o rezervație naturală de tip zoologic de importanță locală din raionul Storojineț, regiunea Cernăuți (Ucraina), situată la vest de satul Bănila pe Siret. Este administrată de întreprinderile de stat „silvicultura Storojineț” și „silvicultura Putila”.
Suprafața ariei protejate constituie 11.736 de hectare, fiind creată în anul 1994 prin decizia comitetului executiv regional. Statutul a fost atribuit conservării păduriror din ramura Pocuția-Bucovina a Carpaților, ca habitat pentru zimbri și alte animale sălbatice. 